# Interlands Tsjechisch voetbalelftal 2000-2009
Deze pagina toont een gedetailleerd overzicht van de interlands die het Tsjechisch voetbalelftal speelt en heeft gespeeld in de periode 2000 – 2009.

## Interlands

### 2000
|                                                                          |                          |       |                                        |                                                                                           |
| 8 februari Vriendschappelijk Carlsberg Cup 2000 № 578 «onderlinge duels» | Mexico                   | 1 – 2 | Tsjechië                               | Hong Kong Stadium, Hongkong Toeschouwers: 36.000 Scheidsrechter: Kim Milton Nielsen (DEN) |
| 8 februari Vriendschappelijk Carlsberg Cup 2000 № 578 «onderlinge duels» | Miguel Zepeda 80' (pen.) |       | 50' Michal Kolomazník 55' Pavel Verbíř | Hong Kong Stadium, Hongkong Toeschouwers: 36.000 Scheidsrechter: Kim Milton Nielsen (DEN) |

|                                                                    |                                                      |       |                              |                                                                              |
| 23 februari Vriendschappelijk № 579 «onderlinge duels» 19:30 (UTC) | Ierland                                              | 3 – 2 | Tsjechië                     | Lansdowne Road, Dublin Toeschouwers: 30.543 Scheidsrechter: Bruno Coué (FRA) |
| 23 februari Vriendschappelijk № 579 «onderlinge duels» 19:30 (UTC) | Karel Rada 16' (e.d.) Ian Harte 43' Robbie Keane 87' |       | 4' Jan Koller 35' Jan Koller | Lansdowne Road, Dublin Toeschouwers: 30.543 Scheidsrechter: Bruno Coué (FRA) |

|                                                                   |                                             |       |                  |                                                                                  |
| 29 maart Vriendschappelijk № 580 «onderlinge duels» 17:00 (UTC+2) | Tsjechië                                    | 3 – 1 | Australië        | Na Stínadlech, Teplice Toeschouwers: 9.820 Scheidsrechter: Vladimír Hriňák (SVK) |
| 29 maart Vriendschappelijk № 580 «onderlinge duels» 17:00 (UTC+2) | Milan Fukal 9' Jan Koller 53' Ivo Ulich 67' |       | 88' Craig Foster | Na Stínadlech, Teplice Toeschouwers: 9.820 Scheidsrechter: Vladimír Hriňák (SVK) |

|                                                                   |                                                                    |       |                   |                                                                                    |
| 26 april Vriendschappelijk № 581 «onderlinge duels» 20:30 (UTC+2) | Tsjechië                                                           | 4 – 1 | Israël            | Letenský stadion, Praag Toeschouwers: 4.972 Scheidsrechter: Zbigniew Marczyk (POL) |
| 26 april Vriendschappelijk № 581 «onderlinge duels» 20:30 (UTC+2) | Pavel Nedvěd 14' Jan Koller 37' Pavel Nedvěd 57' René Wagner 90+3' |       | 81' Eyal Berkovic | Letenský stadion, Praag Toeschouwers: 4.972 Scheidsrechter: Zbigniew Marczyk (POL) |

|                                                                 |                                                                    |       |                                  |                                                                                           |
| 3 juni Vriendschappelijk № 582 «onderlinge duels» 19:00 (UTC+2) | Duitsland                                                          | 3 – 2 | Tsjechië                         | Frankenstadion, Neurenberg Toeschouwers: 30.000 Scheidsrechter: Alfredo Trentalange (ITA) |
| 3 juni Vriendschappelijk № 582 «onderlinge duels» 19:00 (UTC+2) | Carsten Jancker 38' Oliver Bierhoff 62' (pen.) Oliver Bierhoff 90' |       | 54' Pavel Kuka 80' Patrik Berger | Frankenstadion, Neurenberg Toeschouwers: 30.000 Scheidsrechter: Alfredo Trentalange (ITA) |

| Europees kampioenschap voetbal 2000 |
| ----------------------------------- |

|                                                                |                          |       |          |                                                                                         |
| 11 juni EK 2000 Groep D № 583 «onderlinge duels» 20:45 (UTC+2) | Nederland                | 1 – 0 | Tsjechië | Amsterdam Arena, Amsterdam Toeschouwers: 50.833 Scheidsrechter: Pierluigi Collina (ITA) |
| 11 juni EK 2000 Groep D № 583 «onderlinge duels» 20:45 (UTC+2) | Frank de Boer 89' (pen.) |       |          | Amsterdam Arena, Amsterdam Toeschouwers: 50.833 Scheidsrechter: Pierluigi Collina (ITA) |

|                                                                |                           |       |                                      |                                                                                   |
| 16 juni EK 2000 Groep D № 584 «onderlinge duels» 18:00 (UTC+2) | Tsjechië                  | 1 – 2 | Frankrijk                            | Jan Breydelstadion, Brugge Toeschouwers: 29.000 Scheidsrechter: Graham Poll (ENG) |
| 16 juni EK 2000 Groep D № 584 «onderlinge duels» 18:00 (UTC+2) | Karel Poborský 35' (pen.) |       | 7' Thierry Henry 60' Youri Djorkaeff | Jan Breydelstadion, Brugge Toeschouwers: 29.000 Scheidsrechter: Graham Poll (ENG) |

|                                                                |                                         |       |            |                                                                                            |
| 21 juni EK 2000 Groep D № 585 «onderlinge duels» 20:45 (UTC+2) | Tsjechië                                | 2 – 0 | Denemarken | Maurice Dufrasnestadion, Luik Toeschouwers: 18.000 Scheidsrechter: Gamal El Ghandour (EGY) |
| 21 juni EK 2000 Groep D № 585 «onderlinge duels» 20:45 (UTC+2) | Vladimír Šmicer 64' Vladimír Šmicer 67' |       |            | Maurice Dufrasnestadion, Luik Toeschouwers: 18.000 Scheidsrechter: Gamal El Ghandour (EGY) |

|  |  |  |  |  |  |  |  |  |

|                                                                      |          |                  |          |                                                                           |
| 16 augustus Vriendschappelijk № 586 «onderlinge duels» 17:00 (UTC+2) | Tsjechië | 0 – 1            | Slovenië | Bazaly, Ostrava Toeschouwers: 4.828 Scheidsrechter: Attila Hanacsek (HUN) |
| 16 augustus Vriendschappelijk № 586 «onderlinge duels» 17:00 (UTC+2) |          | 59' Miran Pavlin |          | Bazaly, Ostrava Toeschouwers: 4.828 Scheidsrechter: Attila Hanacsek (HUN) |

|                                                                         |           |                           |          |                                                                                         |
| 2 september WK 2002 kwalificatie № 587 «onderlinge duels» 19:45 (UTC+3) | Bulgarije | 0 – 1                     | Tsjechië | Georgi Asparuhovstadion, Sofia Toeschouwers: 8.000 Scheidsrechter: Juan Fernández (ESP) |
| 2 september WK 2002 kwalificatie № 587 «onderlinge duels» 19:45 (UTC+3) |           | 73' (pen.) Karel Poborský |          | Georgi Asparuhovstadion, Sofia Toeschouwers: 8.000 Scheidsrechter: Juan Fernández (ESP) |

|                                                                       |                                                                 |       |         |                                                                                 |
| 7 oktober WK 2002 kwalificatie № 588 «onderlinge duels» 17:00 (UTC+2) | Tsjechië                                                        | 4 – 0 | IJsland | Na Stínadlech, Teplice Toeschouwers: 9.843 Scheidsrechter: Kyros Vassaras (GRE) |
| 7 oktober WK 2002 kwalificatie № 588 «onderlinge duels» 17:00 (UTC+2) | Jan Koller 18' Jan Koller 41' Pavel Nedvěd 44' Pavel Nedvěd 90' |       |         | Na Stínadlech, Teplice Toeschouwers: 9.843 Scheidsrechter: Kyros Vassaras (GRE) |

|                                                                        |       |       |          |                                                                                  |
| 11 oktober WK 2002 kwalificatie № 589 «onderlinge duels» 18:00 (UTC+2) | Malta | 0 – 0 | Tsjechië | Ta' Qalistadion, Ta' Qali Toeschouwers: 1.500 Scheidsrechter: Željko Širić (CRO) |
| 11 oktober WK 2002 kwalificatie № 589 «onderlinge duels» 18:00 (UTC+2) |       |       |          | Ta' Qalistadion, Ta' Qali Toeschouwers: 1.500 Scheidsrechter: Željko Širić (CRO) |

### 2001
|                                                                      |                   |       |                |                                                                                |
| 28 februari Vriendschappelijk № 590 «onderlinge duels» 17:30 (UTC+1) | Macedonië         | 1 – 1 | Tsjechië       | Gradskistadion, Skopje Toeschouwers: 8.200 Scheidsrechter: Ivan Dobrinov (BUL) |
| 28 februari Vriendschappelijk № 590 «onderlinge duels» 17:30 (UTC+1) | Ǵorǵi Hristov 34' |       | 42' Pavel Kuka | Gradskistadion, Skopje Toeschouwers: 8.200 Scheidsrechter: Ivan Dobrinov (BUL) |

|                                                                    |               |                  |          |                                                                                |
| 24 maart WK 2002 kwalificatie № 591 «onderlinge duels» 15:00 (UTC) | Noord-Ierland | 0 – 1            | Tsjechië | Windsor Park, Belfast Toeschouwers: 10.368 Scheidsrechter: Manuel Mejuto (ESP) |
| 24 maart WK 2002 kwalificatie № 591 «onderlinge duels» 15:00 (UTC) |               | 11' Pavel Nedvěd |          | Windsor Park, Belfast Toeschouwers: 10.368 Scheidsrechter: Manuel Mejuto (ESP) |

|                                                                      |          |       |            |                                                                                  |
| 28 maart WK 2002 kwalificatie № 592 «onderlinge duels» 20:30 (UTC+2) | Tsjechië | 0 – 0 | Denemarken | Letenský stadion, Praag Toeschouwers: 16.354 Scheidsrechter: Graham Barber (ENG) |
| 28 maart WK 2002 kwalificatie № 592 «onderlinge duels» 20:30 (UTC+2) |          |       |            | Letenský stadion, Praag Toeschouwers: 16.354 Scheidsrechter: Graham Barber (ENG) |

|                                                                   |                 |       |                  |                                                                                 |
| 25 april Vriendschappelijk № 593 «onderlinge duels» 20:30 (UTC+2) | Tsjechië        | 1 – 1 | België           | Letenský stadion, Praag Toeschouwers: 4.887 Scheidsrechter: Darko Čeferin (SLO) |
| 25 april Vriendschappelijk № 593 «onderlinge duels» 20:30 (UTC+2) | Milan Baroš 82' |       | 10' Émile Mpenza | Letenský stadion, Praag Toeschouwers: 4.887 Scheidsrechter: Darko Čeferin (SLO) |

|                                                                    |                                    |       |                |                                                                           |
| 2 juni WK 2002 kwalificatie № 594 «onderlinge duels» 19:15 (UTC+2) | Denemarken                         | 2 – 1 | Tsjechië       | Parken, Kopenhagen Toeschouwers: 41.669 Scheidsrechter: Markus Merk (GER) |
| 2 juni WK 2002 kwalificatie № 594 «onderlinge duels» 19:15 (UTC+2) | Ebbe Sand 6' Jon Dahl Tomasson 83' |       | 41' Roman Týce | Parken, Kopenhagen Toeschouwers: 41.669 Scheidsrechter: Markus Merk (GER) |

|                                                                    |                                               |       |                    |                                                                                |
| 6 juni WK 2002 kwalificatie № 595 «onderlinge duels» 17:00 (UTC+2) | Tsjechië                                      | 3 – 1 | Noord-Ierland      | Na Stínadlech, Teplice Toeschouwers: 14.850 Scheidsrechter: Leif Sundell (SWE) |
| 6 juni WK 2002 kwalificatie № 595 «onderlinge duels» 17:00 (UTC+2) | Pavel Kuka 40' Pavel Kuka 88' Milan Baroš 90' |       | 45' Philip Mulryne | Na Stínadlech, Teplice Toeschouwers: 14.850 Scheidsrechter: Leif Sundell (SWE) |

|                                                                      | |       |            |                                                                                     |
| 15 augustus Vriendschappelijk № 595 «onderlinge duels» 16:45 (UTC+2) | Tsjechië | 5 – 0 | Zuid-Korea | Sportovní areál, Drnovice Toeschouwers: 6.596 Scheidsrechter: Ladislav Gádoši (SVK) |
| 15 augustus Vriendschappelijk № 595 «onderlinge duels» 16:45 (UTC+2) | Pavel Nedvěd 30' Miroslav Baranek 66' Vratislav Lokvenc 74' Miroslav Baranek 86' Miroslav Baranek 90' (pen.) |       |            | Sportovní areál, Drnovice Toeschouwers: 6.596 Scheidsrechter: Ladislav Gádoši (SVK) |

|                                                                       |                                                                      |       |                       |                                                                                        |
| 1 september WK 2002 kwalificatie № 597 «onderlinge duels» 14:00 (UTC) | IJsland                                                              | 3 – 1 | Tsjechië              | Laugardalsvöllur, Reykjavik Toeschouwers: 6.011 Scheidsrechter: Domenico Messina (ITA) |
| 1 september WK 2002 kwalificatie № 597 «onderlinge duels» 14:00 (UTC) | Eyjólfur Sverrisson 45' Andri Sigþórsson 66' Eyjólfur Sverrisson 77' |       | 89' Marek Jankulovski | Laugardalsvöllur, Reykjavik Toeschouwers: 6.011 Scheidsrechter: Domenico Messina (ITA) |

|                                                                         |                                                             |       |                                             |                                                                                  |
| 5 september WK 2002 kwalificatie № 598 «onderlinge duels» 17:00 (UTC+2) | Tsjechië                                                    | 3 – 2 | Malta                                       | Na Stínadlech, Teplice Toeschouwers: 9.218 Scheidsrechter: Khagani Mamedov (AZE) |
| 5 september WK 2002 kwalificatie № 598 «onderlinge duels» 17:00 (UTC+2) | Marek Jankulovski 20' Vratislav Lokvenc 37' Milan Baroš 68' |       | 22' (pen.) David Carabott 55' Gilbert Agius | Na Stínadlech, Teplice Toeschouwers: 9.218 Scheidsrechter: Khagani Mamedov (AZE) |

|                                                                       | |       |           |                                                                                  |
| 6 oktober WK 2002 kwalificatie № 599 «onderlinge duels» 20:15 (UTC+2) | Tsjechië                                                                                                   | 6 – 0 | Bulgarije | Letenský stadion, Praag Toeschouwers: 9.218 Scheidsrechter: Claude Colombo (FRA) |
| 6 oktober WK 2002 kwalificatie № 599 «onderlinge duels» 20:15 (UTC+2) | Tomáš Rosický 5' Pavel Nedvěd 16' Milan Baroš 28' Vratislav Lokvenc 67' Tomáš Rosický 70' Pavel Nedvěd 76' |       |           | Letenský stadion, Praag Toeschouwers: 9.218 Scheidsrechter: Claude Colombo (FRA) |

|                                                                                   |                   |       |          |                                                                                       |
| 10 november WK 2002 kwalificatie Play-offs № 600 «onderlinge duels» 20:15 (UTC+1) | België            | 1 – 0 | Tsjechië | Koning Boudewijnstadion, Brussel Toeschouwers: 42.000 Scheidsrechter: Urs Meier (SUI) |
| 10 november WK 2002 kwalificatie Play-offs № 600 «onderlinge duels» 20:15 (UTC+1) | Gert Verheyen 28' |       |          | Koning Boudewijnstadion, Brussel Toeschouwers: 42.000 Scheidsrechter: Urs Meier (SUI) |

|                                                                                   |          |                         |        |                                                                                 |
| 14 november WK 2002 kwalificatie Play-offs № 601 «onderlinge duels» 20:15 (UTC+1) | Tsjechië | 0 – 1                   | België | Letenský stadion, Praag Toeschouwers: 18.996 Scheidsrechter: Anders Frisk (SWE) |
| 14 november WK 2002 kwalificatie Play-offs № 601 «onderlinge duels» 20:15 (UTC+1) |          | 85' (pen.) Marc Wilmots |        | Letenský stadion, Praag Toeschouwers: 18.996 Scheidsrechter: Anders Frisk (SWE) |

### 2002
|                                                                      |                                   |       |           |                                                                             |
| 12 februari Vriendschappelijk № 602 «onderlinge duels» 19:00 (UTC+2) | Tsjechië                          | 2 – 0 | Hongarije | GSZ-stadion, Larnaca Toeschouwers: 200 Scheidsrechter: Panikos Kailis (CYP) |
| 12 februari Vriendschappelijk № 602 «onderlinge duels» 19:00 (UTC+2) | Václav Koloušek 7' Jan Koller 65' |       |           | GSZ-stadion, Larnaca Toeschouwers: 200 Scheidsrechter: Panikos Kailis (CYP) |

|                                                                      |                                                                      |       |                                                                         |                                                                               |
| 13 februari Vriendschappelijk № 603 «onderlinge duels» 19:00 (UTC+2) | Cyprus                                                               | 3 – 4 | Tsjechië                                                                | GSP-stadion, Strovolos Toeschouwers: 450 Scheidsrechter: Panikos Kailis (CYP) |
| 13 februari Vriendschappelijk № 603 «onderlinge duels» 19:00 (UTC+2) | Giasemakis Giasoumi 24' Ioakeim Ioakeim 65' Mihalis Konstantinou 88' |       | 51' Vratislav Lokvenc 74' Jan Koller 86' Jan Koller 90' Vladimír Šmicer | GSP-stadion, Strovolos Toeschouwers: 450 Scheidsrechter: Panikos Kailis (CYP) |

|                                                                   |       |       |          |                                                                                        |
| 27 maart Vriendschappelijk № 604 «onderlinge duels» 19:15 (UTC+2) | Wales | 0 – 0 | Tsjechië | Millennium Stadium, Cardiff Toeschouwers: 21.209 Scheidsrechter: Claus Bo Larsen (DEN) |
| 27 maart Vriendschappelijk № 604 «onderlinge duels» 19:15 (UTC+2) |       |       |          | Millennium Stadium, Cardiff Toeschouwers: 21.209 Scheidsrechter: Claus Bo Larsen (DEN) |

|                                                                   |             |       |          |                                                                                       |
| 17 april Vriendschappelijk № 605 «onderlinge duels» 21:15 (UTC+3) | Griekenland | 0 – 0 | Tsjechië | Zosimades-stadion, Ioannina Toeschouwers: 7.000 Scheidsrechter: Carlo Bertolini (SUI) |
| 17 april Vriendschappelijk № 605 «onderlinge duels» 21:15 (UTC+3) |             |       |          | Zosimades-stadion, Ioannina Toeschouwers: 7.000 Scheidsrechter: Carlo Bertolini (SUI) |

|                                                                 |                     |       |        |                                                                                  |
| 18 mei Vriendschappelijk № 606 «onderlinge duels» 20:15 (UTC+2) | Tsjechië            | 1 – 0 | Italië | Letenský stadion, Praag Toeschouwers: 15.077 Scheidsrechter: Lutz Fröhlich (GER) |
| 18 mei Vriendschappelijk № 606 «onderlinge duels» 20:15 (UTC+2) | Vladimír Šmicer 26' |       |        | Letenský stadion, Praag Toeschouwers: 15.077 Scheidsrechter: Lutz Fröhlich (GER) |

|                                                                      |                                                                   |       |                    |                                                                                   |
| 21 augustus Vriendschappelijk № 607 «onderlinge duels» 20:15 (UTC+2) | Tsjechië                                                          | 4 – 1 | Slowakije          | Andrův stadion, Olomouc Toeschouwers: 11.986 Scheidsrechter: Giorgos Douros (GRE) |
| 21 augustus Vriendschappelijk № 607 «onderlinge duels» 20:15 (UTC+2) | Jan Koller 31' Jan Koller 64' Tomáš Rosický 70' Tomáš Rosický 78' |       | 16' Szilárd Németh | Andrův stadion, Olomouc Toeschouwers: 11.986 Scheidsrechter: Giorgos Douros (GRE) |

|                                                                      |                                                                                          |       |             |                                                                                  |
| 6 september Vriendschappelijk № 608 «onderlinge duels» 20:15 (UTC+2) | Tsjechië                                                                                 | 5 – 0 | Joegoslavië | Letenský stadion, Praag Toeschouwers: 5.438 Scheidsrechter: Yuriy Baskakov (RUS) |
| 6 september Vriendschappelijk № 608 «onderlinge duels» 20:15 (UTC+2) | Vladimír Šmicer 2' Tomáš Ujfaluši 21' Milan Baroš 51' Tomáš Ujfaluši 55' Milan Baroš 80' |       |             | Letenský stadion, Praag Toeschouwers: 5.438 Scheidsrechter: Yuriy Baskakov (RUS) |

|                                                                        |          |                                                |          |                                                                                        |
| 12 oktober EK 2004 kwalificatie № 609 «onderlinge duels» 16:30 (UTC+3) | Moldavië | 0 – 2                                          | Tsjechië | Stadionul Republican, Chisinau Toeschouwers: 3.500 Scheidsrechter: Lesley Irvine (NIR) |
| 12 oktober EK 2004 kwalificatie № 609 «onderlinge duels» 16:30 (UTC+3) |          | 70' (pen.) Marek Jankulovski 80' Tomáš Rosický |          | Stadionul Republican, Chisinau Toeschouwers: 3.500 Scheidsrechter: Lesley Irvine (NIR) |

|                                                                        |                                   |       |             |                                                                                   |
| 16 oktober EK 2004 kwalificatie № 610 «onderlinge duels» 16:30 (UTC+2) | Tsjechië                          | 2 – 0 | Wit-Rusland | Na Stínadlech, Teplice Toeschouwers: 3.500 Scheidsrechter: Helmut Fleischer (GER) |
| 16 oktober EK 2004 kwalificatie № 610 «onderlinge duels» 16:30 (UTC+2) | Karel Poborský 6' Milan Baroš 23' |       |             | Na Stínadlech, Teplice Toeschouwers: 3.500 Scheidsrechter: Helmut Fleischer (GER) |

|                                                                      |                                                     |       |                                                          |                                                                                  |
| 20 november Vriendschappelijk № 611 «onderlinge duels» 20:10 (UTC+1) | Tsjechië                                            | 3 – 3 | Zweden                                                   | Na Stínadlech, Teplice Toeschouwers: 10.238 Scheidsrechter: Muhittin Boşat (TUR) |
| 20 november Vriendschappelijk № 611 «onderlinge duels» 20:10 (UTC+1) | Milan Fukal 8' Štěpán Vachoušek 45' Milan Baroš 63' |       | 29' Mikael Nilsson 43' Mikael Nilsson 65' Marcus Allbäck | Na Stínadlech, Teplice Toeschouwers: 10.238 Scheidsrechter: Muhittin Boşat (TUR) |

### 2003
|                                                                      |           |                                   |          |                                                                                        |
| 12 februari Vriendschappelijk № 612 «onderlinge duels» 20:45 (UTC+1) | Frankrijk | 0 – 2                             | Tsjechië | Stade de France, Saint-Denis Toeschouwers: 57.366 Scheidsrechter: Wolfgang Stark (GER) |
| 12 februari Vriendschappelijk № 612 «onderlinge duels» 20:45 (UTC+1) |           | 7' Zdeněk Grygera 61' Milan Baroš |          | Stade de France, Saint-Denis Toeschouwers: 57.366 Scheidsrechter: Wolfgang Stark (GER) |

|                                                                      |                          |       |                |                                                                                          |
| 29 maart EK 2004 kwalificatie № 613 «onderlinge duels» 20:30 (UTC+1) | Nederland                | 1 – 1 | Tsjechië       | Stadion De Kuip, Rotterdam Toeschouwers: 51.177 Scheidsrechter: Kim Milton Nielsen (DEN) |
| 29 maart EK 2004 kwalificatie № 613 «onderlinge duels» 20:30 (UTC+1) | Ruud van Nistelrooij 45' |       | 68' Jan Koller | Stadion De Kuip, Rotterdam Toeschouwers: 51.177 Scheidsrechter: Kim Milton Nielsen (DEN) |

|                                                                     |                                                                             |       |            |                                                                                        |
| 2 april EK 2004 kwalificatie № 614 «onderlinge duels» 20:30 (UTC+2) | Tsjechië                                                                    | 4 – 0 | Oostenrijk | Letenský stadion, Praag Toeschouwers: 17.150 Scheidsrechter: Antonio López Nieto (ESP) |
| 2 april EK 2004 kwalificatie № 614 «onderlinge duels» 20:30 (UTC+2) | Pavel Nedvěd 19' Jan Koller 32' Marek Jankulovski 56' (pen.) Jan Koller 62' |       |            | Letenský stadion, Praag Toeschouwers: 17.150 Scheidsrechter: Antonio López Nieto (ESP) |

|                                                                   |                                                                     |       |         |                                                                               |
| 30 april Vriendschappelijk № 615 «onderlinge duels» 20:05 (UTC+2) | Tsjechië                                                            | 4 – 0 | Turkije | Na Stínadlech, Teplice Toeschouwers: 14.156 Scheidsrechter: Zsolt Szabó (HUN) |
| 30 april Vriendschappelijk № 615 «onderlinge duels» 20:05 (UTC+2) | Tomáš Rosický 2' Jan Koller 21' Vladimír Šmicer 27' Milan Baroš 38' |       |         | Na Stínadlech, Teplice Toeschouwers: 14.156 Scheidsrechter: Zsolt Szabó (HUN) |

|                                                                     | |       |          |                                                                                       |
| 11 juni EK 2004 kwalificatie № 616 «onderlinge duels» 20:15 (UTC+1) | Tsjechië                                                                                               | 5 – 0 | Moldavië | Andrův stadion, Olomouc Toeschouwers: 12.097 Scheidsrechter: Kristinn Jakobsson (ISL) |
| 11 juni EK 2004 kwalificatie № 616 «onderlinge duels» 20:15 (UTC+1) | Vladimír Šmicer 41' Jan Koller 73' (pen.) Jiří Štajner 82' Vratislav Lokvenc 88' Vratislav Lokvenc 90' |       |          | Andrův stadion, Olomouc Toeschouwers: 12.097 Scheidsrechter: Kristinn Jakobsson (ISL) |

|                                                                         |                  |       |                                                      |                                                                                     |
| 6 september EK 2004 kwalificatie № 617 «onderlinge duels» 18:30 (UTC+3) | Wit-Rusland      | 1 – 3 | Tsjechië                                             | Dinamostadion (Minsk), Minsk Toeschouwers: 7.500 Scheidsrechter: Mike McCurry (SCO) |
| 6 september EK 2004 kwalificatie № 617 «onderlinge duels» 18:30 (UTC+3) | Vital Bulyga 14' |       | 37' Pavel Nedvěd 54' Milan Baroš 85' Vladimír Šmicer | Dinamostadion (Minsk), Minsk Toeschouwers: 7.500 Scheidsrechter: Mike McCurry (SCO) |

|                                                                          |                                                   |       |                          |                                                                                |
| 10 september EK 2004 kwalificatie № 618 «onderlinge duels» 20:15 (UTC+2) | Tsjechië                                          | 3 – 1 | Nederland                | Toyota Arena, Praag Toeschouwers: 18.356 Scheidsrechter: Lucílio Batista (POR) |
| 10 september EK 2004 kwalificatie № 618 «onderlinge duels» 20:15 (UTC+2) | Jan Koller 15' Karel Poborský 38' Milan Baroš 90' |       | 60' Rafael van der Vaart | Toyota Arena, Praag Toeschouwers: 18.356 Scheidsrechter: Lucílio Batista (POR) |

|                                                                        |                                       |       |                                                           |                                                                                          |
| 11 oktober EK 2004 kwalificatie № 619 «onderlinge duels» 17:00 (UTC+2) | Oostenrijk                            | 2 – 3 | Tsjechië                                                  | Ernst Happelstadion, Wenen Toeschouwers: 32.350 Scheidsrechter: Giorgos Kasnaferis (GRE) |
| 11 oktober EK 2004 kwalificatie № 619 «onderlinge duels» 17:00 (UTC+2) | Mario Haas 48' Andreas Ivanschitz 78' |       | 27' Marek Jankulovski 80' Štěpán Vachoušek 90' Jan Koller | Ernst Happelstadion, Wenen Toeschouwers: 32.350 Scheidsrechter: Giorgos Kasnaferis (GRE) |

|                                                                      | |       |                      |                                                                               |
| 15 november Vriendschappelijk № 620 «onderlinge duels» 17:00 (UTC+1) | Tsjechië                                                                                           | 5 – 1 | Canada               | Na Stinadlech, Teplice Toeschouwers: 8.343 Scheidsrechter: Leif Sundell (SWE) |
| 15 november Vriendschappelijk № 620 «onderlinge duels» 17:00 (UTC+1) | Marek Jankulovski 26' (pen.) Marek Heinz 49' Karel Poborský 55' Libor Sionko 63' Rudolf Skácel 82' |       | 89' Tomasz Radzinski | Na Stinadlech, Teplice Toeschouwers: 8.343 Scheidsrechter: Leif Sundell (SWE) |

### 2004
|                                                                      |                                           |       |                                    |                                                                                         |
| 18 februari Vriendschappelijk № 621 «onderlinge duels» 20:45 (UTC+1) | Italië                                    | 2 – 2 | Tsjechië                           | Stadio Renzo Barbera, Palermo Toeschouwers: 20.935 Scheidsrechter: Eric Braamhaar (NED) |
| 18 februari Vriendschappelijk № 621 «onderlinge duels» 20:45 (UTC+1) | Christian Vieri 13' Antonio Di Natale 86' |       | 42' Jiří Štajner 88' Tomáš Rosický | Stadio Renzo Barbera, Palermo Toeschouwers: 20.935 Scheidsrechter: Eric Braamhaar (NED) |

|                                                                   |                                |       |                 |                                                                               |
| 31 maart Vriendschappelijk № 622 «onderlinge duels» 19:30 (UTC+1) | Ierland                        | 2 – 1 | Tsjechië        | Lansdowne Road, Dublin Toeschouwers: 42.000 Scheidsrechter: Knud Fisker (DEN) |
| 31 maart Vriendschappelijk № 622 «onderlinge duels» 19:30 (UTC+1) | Ian Harte 51' Robbie Keane 90' |       | 81' Milan Baroš | Lansdowne Road, Dublin Toeschouwers: 42.000 Scheidsrechter: Knud Fisker (DEN) |

|                                                                   |          |                    |       |                                                                            |
| 28 april Vriendschappelijk № 623 «onderlinge duels» 16:30 (UTC+2) | Tsjechië | 0 – 1              | Japan | Toyota Arena, Praag Toeschouwers: 11.802 Scheidsrechter: Paul McKeon (IRL) |
| 28 april Vriendschappelijk № 623 «onderlinge duels» 16:30 (UTC+2) |          | 33' Tatsuhiko Kubo |       | Toyota Arena, Praag Toeschouwers: 11.802 Scheidsrechter: Paul McKeon (IRL) |

|                                                                 |                                                       |       |                    |                                                                             |
| 2 juni Vriendschappelijk № 624 «onderlinge duels» 17:30 (UTC+2) | Tsjechië                                              | 3 – 1 | Bulgarije          | Toyota Arena, Praag Toeschouwers: 6.627 Scheidsrechter: Anton Stredák (SVK) |
| 2 juni Vriendschappelijk № 624 «onderlinge duels» 17:30 (UTC+2) | Milan Baroš 54' Jaroslav Plašil 74' Tomáš Rosický 81' |       | 90+4' Milen Petkov | Toyota Arena, Praag Toeschouwers: 6.627 Scheidsrechter: Anton Stredák (SVK) |

|                                                                 |                                |       |         |                                                                                    |
| 6 juni Vriendschappelijk № 625 «onderlinge duels» 17:15 (UTC+2) | Tsjechië                       | 2 – 0 | Estland | Na Stínadlech, Teplice Toeschouwers: 12.000 Scheidsrechter: Bernhard Brugger (AUT) |
| 6 juni Vriendschappelijk № 625 «onderlinge duels» 17:15 (UTC+2) | Milan Baroš 6' Milan Baroš 22' |       |         | Na Stínadlech, Teplice Toeschouwers: 12.000 Scheidsrechter: Bernhard Brugger (AUT) |

| Europees kampioenschap voetbal 2004 |
| ----------------------------------- |

|                                                        |                                 |       |                          |                                                                                       |
| 15 juni EK 2004 № 626 «onderlinge duels» 17:00 (UTC+1) | Tsjechië                        | 2 – 1 | Letland                  | Estádio Municipal, Aveiro Toeschouwers: 21.744 Scheidsrechter: Gilles Veissière (FRA) |
| 15 juni EK 2004 № 626 «onderlinge duels» 17:00 (UTC+1) | Milan Baroš 73' Marek Heinz 85' |       | 45+1' Māris Verpakovskis | Estádio Municipal, Aveiro Toeschouwers: 21.744 Scheidsrechter: Gilles Veissière (FRA) |

|                                                        |                                                    |       |                                           |                                                                                    |
| 19 juni EK 2004 № 627 «onderlinge duels» 19:45 (UTC+1) | Tsjechië                                           | 3 – 2 | Nederland                                 | Estádio Municipal, Aveiro Toeschouwers: 29.935 Scheidsrechter: Manuel Mejuto (ESP) |
| 19 juni EK 2004 № 627 «onderlinge duels» 19:45 (UTC+1) | Jan Koller 24' Milan Baroš 70' Vladimír Šmicer 88' |       | 4' Wilfred Bouma 19' Ruud van Nistelrooij | Estádio Municipal, Aveiro Toeschouwers: 29.935 Scheidsrechter: Manuel Mejuto (ESP) |

|                                                        |                                 |       |                     |                                                                                        |
| 23 juni EK 2004 № 628 «onderlinge duels» 19:45 (UTC+1) | Tsjechië                        | 2 – 1 | Duitsland           | Estádio José Alvalade, Lissabon Toeschouwers: 29.935 Scheidsrechter: Terje Hauge (NOR) |
| 23 juni EK 2004 № 628 «onderlinge duels» 19:45 (UTC+1) | Marek Heinz 30' Milan Baroš 77' |       | 21' Michael Ballack | Estádio José Alvalade, Lissabon Toeschouwers: 29.935 Scheidsrechter: Terje Hauge (NOR) |

|                                                                    |                                                |       |            |                                                                                     |
| 27 juni EK 2004 Kwartfinale № 629 «onderlinge duels» 19:45 (UTC+1) | Tsjechië                                       | 3 – 0 | Denemarken | Estádio do Dragão, Porto Toeschouwers: 41.092 Scheidsrechter: Valentin Ivanov (RUS) |
| 27 juni EK 2004 Kwartfinale № 629 «onderlinge duels» 19:45 (UTC+1) | Jan Koller 49' Milan Baroš 63' Milan Baroš 65' |       |            | Estádio do Dragão, Porto Toeschouwers: 41.092 Scheidsrechter: Valentin Ivanov (RUS) |

|                                                                    |          |                      |             |                                                                                       |
| 1 juli EK 2004 Halve finale № 630 «onderlinge duels» 19:45 (UTC+1) | Tsjechië | 0 – 1                | Griekenland | Estádio do Dragão, Porto Toeschouwers: 42.449 Scheidsrechter: Pierluigi Collina (ITA) |
| 1 juli EK 2004 Halve finale № 630 «onderlinge duels» 19:45 (UTC+1) |          | 105' Traianos Dellas |             | Estádio do Dragão, Porto Toeschouwers: 42.449 Scheidsrechter: Pierluigi Collina (ITA) |

|  |  |  |  |  |  |  |  |  |

|                                                                      |          |       |             |                                                                                          |
| 18 augustus Vriendschappelijk № 631 «onderlinge duels» 20:15 (UTC+2) | Tsjechië | 0 – 0 | Griekenland | Stadion Evžena Rošického, Praag Toeschouwers: 15.050 Scheidsrechter: Stuart Dougal (SCO) |
| 18 augustus Vriendschappelijk № 631 «onderlinge duels» 20:15 (UTC+2) |          |       |             | Stadion Evžena Rošického, Praag Toeschouwers: 15.050 Scheidsrechter: Stuart Dougal (SCO) |

|                                                                         |                                                   |       |          |                                                                                   |
| 8 september WK 2006 kwalificatie № 632 «onderlinge duels» 20:30 (UTC+2) | Nederland                                         | 2 – 0 | Tsjechië | Amsterdam Arena, Amsterdam Toeschouwers: 48.488 Scheidsrechter: Markus Merk (GER) |
| 8 september WK 2006 kwalificatie № 632 «onderlinge duels» 20:30 (UTC+2) | Pierre van Hooijdonk 33' Pierre van Hooijdonk 84' |       |          | Amsterdam Arena, Amsterdam Toeschouwers: 48.488 Scheidsrechter: Markus Merk (GER) |

|                                                                       |                       |       |          |                                                                                |
| 9 oktober WK 2006 kwalificatie № 633 «onderlinge duels» 17:00 (UTC+2) | Tsjechië              | 1 – 0 | Roemenië | Toyota Arena, Praag Toeschouwers: 16.028 Scheidsrechter: Roberto Rosetti (ITA) |
| 9 oktober WK 2006 kwalificatie № 633 «onderlinge duels» 17:00 (UTC+2) | Jan Koller 35' (pen.) |       |          | Toyota Arena, Praag Toeschouwers: 16.028 Scheidsrechter: Roberto Rosetti (ITA) |

|                                                                        |         |                                                |          |                                                                                         |
| 13 oktober WK 2006 kwalificatie № 634 «onderlinge duels» 17:20 (UTC+5) | Armenië | 1 – 0                                          | Tsjechië | Vazgen Sargsyan Stadion, Jerevan Toeschouwers: 3.205 Scheidsrechter: Jacek Granat (POL) |
| 13 oktober WK 2006 kwalificatie № 634 «onderlinge duels» 17:20 (UTC+5) |         | 3' Jan Koller 30' Tomáš Rosický 76' Jan Koller |          | Vazgen Sargsyan Stadion, Jerevan Toeschouwers: 3.205 Scheidsrechter: Jacek Granat (POL) |

|                                                                         |           |                                      |          |                                                                             |
| 17 november WK 2006 kwalificatie № 635 «onderlinge duels» 17:30 (UTC+1) | Macedonië | 0 – 2                                | Tsjechië | Gradskistadion, Skopje Toeschouwers: 11.500 Scheidsrechter: Urs Meier (SUI) |
| 17 november WK 2006 kwalificatie № 635 «onderlinge duels» 17:30 (UTC+1) |           | 88' Vratislav Lokvenc 90' Jan Koller |          | Gradskistadion, Skopje Toeschouwers: 11.500 Scheidsrechter: Urs Meier (SUI) |

### 2005
|                                                                     |          |                                            |          |                                                                                |
| 9 februari Vriendschappelijk № 636 «onderlinge duels» 17:00 (UTC+1) | Slovenië | 0 – 3                                      | Tsjechië | Arena Petrol, Celje Toeschouwers: 4.000 Scheidsrechter: Marijo Strahonja (CRO) |
| 9 februari Vriendschappelijk № 636 «onderlinge duels» 17:00 (UTC+1) |          | 10' Jan Koller 47' Tomáš Jun 79' Jan Polák |          | Arena Petrol, Celje Toeschouwers: 4.000 Scheidsrechter: Marijo Strahonja (CRO) |

|                                                                      |                                                                      |       |                                                            |                                                                                   |
| 26 maart WK 2006 kwalificatie № 637 «onderlinge duels» 17:00 (UTC+1) | Tsjechië                                                             | 4 – 3 | Finland                                                    | Na Stinadlech, Teplice Toeschouwers: 16.200 Scheidsrechter: Claus Bo Larsen (DEN) |
| 26 maart WK 2006 kwalificatie № 637 «onderlinge duels» 17:00 (UTC+1) | Milan Baroš 7' Tomáš Rosický 34' Jan Polák 58' Vratislav Lokvenc 87' |       | 46' Jari Litmanen 73' Aki Riihilahti 79' Jonatan Johansson | Na Stinadlech, Teplice Toeschouwers: 16.200 Scheidsrechter: Claus Bo Larsen (DEN) |

|                                                                      |         |                                                                                             |          |                                                                                        |
| 30 maart WK 2006 kwalificatie № 638 «onderlinge duels» 16:50 (UTC+2) | Andorra | 0 – 4                                                                                       | Tsjechië | Estadi Comunal, Andorra la Vella Toeschouwers: 850 Scheidsrechter: Stefan Meßner (AUT) |
| 30 maart WK 2006 kwalificatie № 638 «onderlinge duels» 16:50 (UTC+2) |         | 31' (pen.) Marek Jankulovski 40' Milan Baroš 53' Vratislav Lokvenc 90' (pen.) Tomáš Rosický |          | Estadi Comunal, Andorra la Vella Toeschouwers: 850 Scheidsrechter: Stefan Meßner (AUT) |

|                                                                    | |       |                |                                                                                 |
| 4 juni WK 2006 kwalificatie № 639 «onderlinge duels» 17:00 (UTC+2) | Tsjechië | 8 – 1 | Andorra        | Stadion u Nisy, Liberec Toeschouwers: 9.529 Scheidsrechter: Selçuk Dereli (TUR) |
| 4 juni WK 2006 kwalificatie № 639 «onderlinge duels» 17:00 (UTC+2) | Vratislav Lokvenc 12' Jan Koller 29' Vladimír Šmicer 38' Tomáš Galásek 52' (pen.) Milan Baroš 80' Tomáš Rosický 85' (pen.) Jan Polák 87' Vratislav Lokvenc 90+2' |       | 35' Gabi Riera | Stadion u Nisy, Liberec Toeschouwers: 9.529 Scheidsrechter: Selçuk Dereli (TUR) |

|                                                                    |                                                                                               |       |                  |                                                                                 |
| 8 juni WK 2006 kwalificatie № 640 «onderlinge duels» 17:00 (UTC+2) | Tsjechië                                                                                      | 6 – 1 | Macedonië        | Na Stínadlech, Teplice Toeschouwers: 14.150 Scheidsrechter: Arturo Daudén (ESP) |
| 8 juni WK 2006 kwalificatie № 640 «onderlinge duels» 17:00 (UTC+2) | Jan Koller 42' Jan Koller 45' Jan Koller 48' Jan Koller 53' Tomáš Rosický 74' Milan Baroš 87' |       | 14' Goran Pandev | Na Stínadlech, Teplice Toeschouwers: 14.150 Scheidsrechter: Arturo Daudén (ESP) |

|                                                                      |                                         |       |                       |                                                                             |
| 17 augustus Vriendschappelijk № 641 «onderlinge duels» 20:15 (UTC+2) | Zweden                                  | 2 – 1 | Tsjechië              | Ullevi, Göteborg Toeschouwers: 23.117 Scheidsrechter: Stephen Bennett (ENG) |
| 17 augustus Vriendschappelijk № 641 «onderlinge duels» 20:15 (UTC+2) | Henrik Larsson 19' Markus Rosenberg 26' |       | 22' (pen.) Jan Koller | Ullevi, Göteborg Toeschouwers: 23.117 Scheidsrechter: Stephen Bennett (ENG) |

|                                                                         |                                 |       |          |                                                                                           |
| 3 september WK 2006 kwalificatie № 642 «onderlinge duels» 21:00 (UTC+3) | Roemenië                        | 2 – 0 | Tsjechië | Stadionul Gheorghe Hagi, Constanța Toeschouwers: 16.000 Scheidsrechter: Terje Hauge (NOR) |
| 3 september WK 2006 kwalificatie № 642 «onderlinge duels» 21:00 (UTC+3) | Adrian Mutu 27' Adrian Mutu 58' |       |          | Stadionul Gheorghe Hagi, Constanța Toeschouwers: 16.000 Scheidsrechter: Terje Hauge (NOR) |

|                                                                         |                                                             |       |                  |                                                                                   |
| 7 september WK 2006 kwalificatie № 643 «onderlinge duels» 17:30 (UTC+2) | Tsjechië                                                    | 4 – 1 | Armenië          | Andrův stadion, Olomouc Toeschouwers: 12.015 Scheidsrechter: Martin Hansson (SWE) |
| 7 september WK 2006 kwalificatie № 643 «onderlinge duels» 17:30 (UTC+2) | Marek Heinz 47' Jan Polák 52' Milan Baroš 59' Jan Polák 76' |       | 84' Ara Hakobyan | Andrův stadion, Olomouc Toeschouwers: 12.015 Scheidsrechter: Martin Hansson (SWE) |

|                                                                       |          |                                          |           |                                                                           |
| 8 oktober WK 2006 kwalificatie № 644 «onderlinge duels» 20:30 (UTC+2) | Tsjechië | 0 – 2                                    | Nederland | Toyota Arena, Praag Toeschouwers: 17.478 Scheidsrechter: Alain Sars (FRA) |
| 8 oktober WK 2006 kwalificatie № 644 «onderlinge duels» 20:30 (UTC+2) |          | 31' Rafael van der Vaart 38' Barry Opdam |           | Toyota Arena, Praag Toeschouwers: 17.478 Scheidsrechter: Alain Sars (FRA) |

|                                                                        |         |                                                |          |                                                                                   |
| 12 oktober WK 2006 kwalificatie № 645 «onderlinge duels» 18:30 (UTC+3) | Finland | 0 – 3                                          | Tsjechië | Olympiastadion, Helsinki Toeschouwers: 11.234 Scheidsrechter: Manuel Mejuto (ESP) |
| 12 oktober WK 2006 kwalificatie № 645 «onderlinge duels» 18:30 (UTC+3) |         | 6' Tomáš Jun 51' Tomáš Rosický 58' Marek Heinz |          | Olympiastadion, Helsinki Toeschouwers: 11.234 Scheidsrechter: Manuel Mejuto (ESP) |

|                                                                                   |           |                     |          |                                                                                  |
| 12 november WK 2006 kwalificatie Play-offs № 646 «onderlinge duels» 19:30 (UTC+1) | Noorwegen | 0 – 1               | Tsjechië | Ullevaalstadion, Oslo Toeschouwers: 24.264 Scheidsrechter: Massimo Busacca (SUI) |
| 12 november WK 2006 kwalificatie Play-offs № 646 «onderlinge duels» 19:30 (UTC+1) |           | 32' Vladimír Šmicer |          | Ullevaalstadion, Oslo Toeschouwers: 24.264 Scheidsrechter: Massimo Busacca (SUI) |

|                                                                                   |                   |       |           |                                                                            |
| 16 november WK 2006 kwalificatie Play-offs № 647 «onderlinge duels» 20:15 (UTC+1) | Tsjechië          | 1 – 0 | Noorwegen | Toyota Arena, Praag Toeschouwers: 17.464 Scheidsrechter: Graham Poll (ENG) |
| 16 november WK 2006 kwalificatie Play-offs № 647 «onderlinge duels» 20:15 (UTC+1) | Tomáš Rosický 35' |       |           | Toyota Arena, Praag Toeschouwers: 17.464 Scheidsrechter: Graham Poll (ENG) |

### 2006
|                                                                  |                               |       |                                     |                                                                                      |
| 1 maart Vriendschappelijk № 648 «onderlinge duels» 21:00 (UTC+2) | Turkije                       | 2 – 2 | Tsjechië                            | İzmir Atatürkstadion, İzmir Toeschouwers: 58.008 Scheidsrechter: Florian Meyer (GER) |
| 1 maart Vriendschappelijk № 648 «onderlinge duels» 21:00 (UTC+2) | Ümit Karan 86' Ümit Karan 90' |       | 20' Karel Poborský 61' Jiří Štajner | İzmir Atatürkstadion, İzmir Toeschouwers: 58.008 Scheidsrechter: Florian Meyer (GER) |

|                                                                 |                                              |       |               |                                                                                  |
| 26 mei Vriendschappelijk № 649 «onderlinge duels» 18:00 (UTC+2) | Tsjechië                                     | 2 – 0 | Saoedi-Arabië | Tivoli Neu, Innsbruck Toeschouwers: 4.000 Scheidsrechter: Thomas Einwaller (AUT) |
| 26 mei Vriendschappelijk № 649 «onderlinge duels» 18:00 (UTC+2) | Milan Baroš 15' Marek Jankulovski 90' (pen.) |       |               | Tivoli Neu, Innsbruck Toeschouwers: 4.000 Scheidsrechter: Thomas Einwaller (AUT) |

|                                                                 |                       |       |            |                                                                                             |
| 30 mei Vriendschappelijk № 650 «onderlinge duels» 18:00 (UTC+2) | Tsjechië              | 1 – 0 | Costa Rica | Stadion Střelnice, Jablonec nad Nisou Toeschouwers: 6.244 Scheidsrechter: Ferenc Bede (HON) |
| 30 mei Vriendschappelijk № 650 «onderlinge duels» 18:00 (UTC+2) | Vratislav Lokvenc 82' |       |            | Stadion Střelnice, Jablonec nad Nisou Toeschouwers: 6.244 Scheidsrechter: Ferenc Bede (HON) |

|                                                                 |                                               |       |                |                                                                                   |
| 3 juni Vriendschappelijk № 651 «onderlinge duels» 17:30 (UTC+2) | Tsjechië                                      | 3 – 0 | Trinidad en T. | Toyota Arena, Praag Toeschouwers: 15.910 Scheidsrechter: Stefan Johannesson (SWE) |
| 3 juni Vriendschappelijk № 651 «onderlinge duels» 17:30 (UTC+2) | Jan Koller 6' Pavel Nedvěd 22' Jan Koller 40' |       |                | Toyota Arena, Praag Toeschouwers: 15.910 Scheidsrechter: Stefan Johannesson (SWE) |

| Wereldkampioenschap voetbal 2006 |
| -------------------------------- |

|                                                        |                  |                                                   |          |                                                                                         |
| 12 juni WK 2006 № 652 «onderlinge duels» 18:00 (UTC+2) | Verenigde Staten | 0 – 3                                             | Tsjechië | Veltins-Arena, Gelsenkirchen Toeschouwers: 52.000 Scheidsrechter: Carlos Amarilla (PAR) |
| 12 juni WK 2006 № 652 «onderlinge duels» 18:00 (UTC+2) |                  | 5' Jan Koller 36' Tomáš Rosický 76' Tomáš Rosický |          | Veltins-Arena, Gelsenkirchen Toeschouwers: 52.000 Scheidsrechter: Carlos Amarilla (PAR) |

|                                                        |          |                                    |       |                                                                                         |
| 17 juni WK 2006 № 653 «onderlinge duels» 18:00 (UTC+2) | Tsjechië | 0 – 2                              | Ghana | RheinEnergieStadion, Keulen Toeschouwers: 45.000 Scheidsrechter: Horacio Elizondo (ARG) |
| 17 juni WK 2006 № 653 «onderlinge duels» 18:00 (UTC+2) |          | 2' Asamoah Gyan 82' Sulley Muntari |       | RheinEnergieStadion, Keulen Toeschouwers: 45.000 Scheidsrechter: Horacio Elizondo (ARG) |

|                                                        |          |                                         |        |                                                                                |
| 22 juni WK 2006 № 654 «onderlinge duels» 16:00 (UTC+2) | Tsjechië | 0 – 2                                   | Italië | AOL Arena, Hamburg Toeschouwers: 50.000 Scheidsrechter: Benito Archundia (MEX) |
| 22 juni WK 2006 № 654 «onderlinge duels» 16:00 (UTC+2) |          | 26' Marco Materazzi 87' Filippo Inzaghi |        | AOL Arena, Hamburg Toeschouwers: 50.000 Scheidsrechter: Benito Archundia (MEX) |

|  |  |  |  |  |  |  |  |  |

|                                                                      |                 |       |                                                              | |
| 16 augustus Vriendschappelijk № 655 «onderlinge duels» 20:15 (UTC+2) | Tsjechië        | 1 – 3 | Servië                                                       | Městský fotbalový stadion, Uherské Hradiště Toeschouwers: 8.047 Scheidsrechter: Dietmar Drabek (AUT) |
| 16 augustus Vriendschappelijk № 655 «onderlinge duels» 20:15 (UTC+2) | Jiří Štajner 3' |       | 41' Danko Lazović 54' Marko Pantelić 72' Aleksandar Trišović | Městský fotbalový stadion, Uherské Hradiště Toeschouwers: 8.047 Scheidsrechter: Dietmar Drabek (AUT) |

|                                                                         |                                   |       |                           |                                                                                  |
| 2 september EK 2008 kwalificatie № 656 «onderlinge duels» 20:15 (UTC+2) | Tsjechië                          | 2 – 1 | Wales                     | Na Stinadlech, Teplice Toeschouwers: 16.204 Scheidsrechter: Jonas Eriksson (SWE) |
| 2 september EK 2008 kwalificatie № 656 «onderlinge duels» 20:15 (UTC+2) | David Lafata 76' David Lafata 89' |       | 85' (e.d.) Martin Jiránek | Na Stinadlech, Teplice Toeschouwers: 16.204 Scheidsrechter: Jonas Eriksson (SWE) |

|                                                                         |           |                                                  |          |                                                                                     |
| 6 september EK 2008 kwalificatie № 657 «onderlinge duels» 20:15 (UTC+2) | Slowakije | 0 – 3                                            | Tsjechië | Tehelné pole, Bratislava Toeschouwers: 27.683 Scheidsrechter: Stephen Bennett (ENG) |
| 6 september EK 2008 kwalificatie № 657 «onderlinge duels» 20:15 (UTC+2) |           | 10' Libor Sionko 21' Libor Sionko 57' Jan Koller |          | Tehelné pole, Bratislava Toeschouwers: 27.683 Scheidsrechter: Stephen Bennett (ENG) |

|                                                                       | |       |            |                                                                                |
| 7 oktober EK 2008 kwalificatie № 658 «onderlinge duels» 17:15 (UTC+2) | Tsjechië | 7 – 0 | San Marino | Stadion u Nisy, Liberec Toeschouwers: 9.514 Scheidsrechter: Vüsal Əliyev (AZE) |
| 7 oktober EK 2008 kwalificatie № 658 «onderlinge duels» 17:15 (UTC+2) | Marek Kulič 15' Jan Polák 22' Milan Baroš 27' Jan Koller 43' David Jarolím 49' Jan Koller 52' Milan Baroš 68' |       |            | Stadion u Nisy, Liberec Toeschouwers: 9.514 Scheidsrechter: Vüsal Əliyev (AZE) |

|                                                                        |                   |       |                |                                                                                  |
| 11 oktober EK 2008 kwalificatie № 659 «onderlinge duels» 19:30 (UTC+1) | Ierland           | 1 – 1 | Tsjechië       | Lansdowne Road, Dublin Toeschouwers: 35.900 Scheidsrechter: Bertrand Layec (FRA) |
| 11 oktober EK 2008 kwalificatie № 659 «onderlinge duels» 19:30 (UTC+1) | Kevin Kilbane 62' |       | 64' Jan Koller | Lansdowne Road, Dublin Toeschouwers: 35.900 Scheidsrechter: Bertrand Layec (FRA) |

|                                                                      |                 |       |                       |                                                                             |
| 15 november Vriendschappelijk № 660 «onderlinge duels» 20:15 (UTC+1) | Tsjechië        | 1 – 1 | Denemarken            | Toyota Arena, Praag Toeschouwers: 6.852 Scheidsrechter: Damir Skomina (SLO) |
| 15 november Vriendschappelijk № 660 «onderlinge duels» 20:15 (UTC+1) | Milan Baroš 90' |       | 28' Peter Løvenkrands | Toyota Arena, Praag Toeschouwers: 6.852 Scheidsrechter: Damir Skomina (SLO) |

### 2007
|                                                                   |        |                               |          |                                                                                           |
| 24 maart Vriendschappelijk № 661 «onderlinge duels» 20:45 (UTC+1) | België | 0 – 2                         | Tsjechië | Koning Boudewijn Stadion, Brussel Toeschouwers: 12.500 Scheidsrechter: Jacek Granat (POL) |
| 24 maart Vriendschappelijk № 661 «onderlinge duels» 20:45 (UTC+1) |        | 6' Jan Koller 75' Marek Kulič |          | Koning Boudewijn Stadion, Brussel Toeschouwers: 12.500 Scheidsrechter: Jacek Granat (POL) |

|                                                                      |                 |       |                                     |                                                                                |
| 24 maart EK 2008 kwalificatie № 662 «onderlinge duels» 20:45 (UTC+1) | Tsjechië        | 1 – 2 | Duitsland                           | Toyota Arena, Praag Toeschouwers: 17.821 Scheidsrechter: Roberto Rosetti (ITA) |
| 24 maart EK 2008 kwalificatie № 662 «onderlinge duels» 20:45 (UTC+1) | Milan Baroš 76' |       | 41' Kevin Kurányi 62' Kevin Kurányi | Toyota Arena, Praag Toeschouwers: 17.821 Scheidsrechter: Roberto Rosetti (ITA) |

|                                                                      |                    |       |        |                                                                              |
| 28 maart EK 2008 kwalificatie № 663 «onderlinge duels» 17:25 (UTC+2) | Tsjechië           | 1 – 0 | Cyprus | Stadion u Nisy, Liberec Toeschouwers: 9.310 Scheidsrechter: Ivan Bebek (CRO) |
| 28 maart EK 2008 kwalificatie № 663 «onderlinge duels» 17:25 (UTC+2) | Radoslav Kováč 20' |       |        | Stadion u Nisy, Liberec Toeschouwers: 9.310 Scheidsrechter: Ivan Bebek (CRO) |

|                                                                    |       |       |          |                                                                                      |
| 2 juni EK 2008 kwalificatie № 664 «onderlinge duels» 15:00 (UTC+1) | Wales | 0 – 0 | Tsjechië | Millennium Stadium, Cardiff Toeschouwers: 30.714 Scheidsrechter: Paul Allaerts (BEL) |
| 2 juni EK 2008 kwalificatie № 664 «onderlinge duels» 15:00 (UTC+1) |       |       |          | Millennium Stadium, Cardiff Toeschouwers: 30.714 Scheidsrechter: Paul Allaerts (BEL) |

|                                                                      |                   |       |                |                                                                                         |
| 22 augustus Vriendschappelijk № 665 «onderlinge duels» 20:30 (UTC+2) | Oostenrijk        | 1 – 1 | Tsjechië       | Ernst Happelstadion, Wenen Toeschouwers: 24.500 Scheidsrechter: Eduardo Iturralde (ESP) |
| 22 augustus Vriendschappelijk № 665 «onderlinge duels» 20:30 (UTC+2) | Martin Harnik 78' |       | 33' Jan Koller | Ernst Happelstadion, Wenen Toeschouwers: 24.500 Scheidsrechter: Eduardo Iturralde (ESP) |

|                                                                         |            |                                                        |          |                                                                                         |
| 8 september EK 2008 kwalificatie № 666 «onderlinge duels» 20:15 (UTC+2) | San Marino | 0 – 3                                                  | Tsjechië | Olympisch Stadion, Serravalle Toeschouwers: 3.412 Scheidsrechter: Dejan Filipović (SRB) |
| 8 september EK 2008 kwalificatie № 666 «onderlinge duels» 20:15 (UTC+2) |            | 33' Tomáš Rosický 75' Marek Jankulovski 90' Jan Koller |          | Olympisch Stadion, Serravalle Toeschouwers: 3.412 Scheidsrechter: Dejan Filipović (SRB) |

|                                                                          |                       |       |         |                                                                            |
| 12 september EK 2008 kwalificatie № 667 «onderlinge duels» 20:30 (UTC+2) | Tsjechië              | 1 – 0 | Ierland | AXA Arena, Praag Toeschouwers: 16.648 Scheidsrechter: Kyros Vassaras (GRE) |
| 12 september EK 2008 kwalificatie № 667 «onderlinge duels» 20:30 (UTC+2) | Marek Jankulovski 16' |       |         | AXA Arena, Praag Toeschouwers: 16.648 Scheidsrechter: Kyros Vassaras (GRE) |

|                                                                        |           |                                                          |          |                                                                               |
| 17 oktober EK 2008 kwalificatie № 668 «onderlinge duels» 20:45 (UTC+2) | Duitsland | 0 – 3                                                    | Tsjechië | Allianz Arena, München Toeschouwers: 66.445 Scheidsrechter: Howard Webb (ENG) |
| 17 oktober EK 2008 kwalificatie № 668 «onderlinge duels» 20:45 (UTC+2) |           | 2' Libor Sionko 23' Marek Matějovský 64' Jaroslav Plašil |          | Allianz Arena, München Toeschouwers: 66.445 Scheidsrechter: Howard Webb (ENG) |

|                                                                         |                                                      |       |                          |                                                                         |
| 17 november EK 2008 kwalificatie № 669 «onderlinge duels» 20:30 (UTC+1) | Tsjechië                                             | 3 – 1 | Slowakije                | AXA Arena, Praag Toeschouwers: 15.651 Scheidsrechter: Tony Asumaa (FIN) |
| 17 november EK 2008 kwalificatie № 669 «onderlinge duels» 20:30 (UTC+1) | Zdeněk Grygera 13' Marek Kulič 76' Tomáš Rosický 83' |       | 79' (e.d.) Michal Kadlec | AXA Arena, Praag Toeschouwers: 15.651 Scheidsrechter: Tony Asumaa (FIN) |

|                                                                         |        |                                 |          |                                                                                    |
| 21 november EK 2008 kwalificatie № 670 «onderlinge duels» 18:30 (UTC+2) | Cyprus | 0 – 2                           | Tsjechië | GSP-stadion, Strovolos Toeschouwers: 5.866 Scheidsrechter: Levan Paniashvili (GEO) |
| 21 november EK 2008 kwalificatie № 670 «onderlinge duels» 18:30 (UTC+2) |        | 11' Daniel Pudil 73' Jan Koller |          | GSP-stadion, Strovolos Toeschouwers: 5.866 Scheidsrechter: Levan Paniashvili (GEO) |

### 2008
|                                                                     |                                                 |       |          |                                                                                 |
| 6 februari Vriendschappelijk № 671 «onderlinge duels» 21:30 (UTC+2) | Polen                                           | 2 – 0 | Tsjechië | GSZ-stadion, Larnaca Toeschouwers: 1.980 Scheidsrechter: Stelios Tryfonos (CYP) |
| 6 februari Vriendschappelijk № 671 «onderlinge duels» 21:30 (UTC+2) | Wojciech Łobodziński 6' Mariusz Lewandowski 29' |       |          | GSZ-stadion, Larnaca Toeschouwers: 1.980 Scheidsrechter: Stelios Tryfonos (CYP) |

|                                                                   |                      |       |                |                                                                                  |
| 26 maart Vriendschappelijk № 672 «onderlinge duels» 20:15 (UTC+1) | Denemarken           | 1 – 1 | Tsjechië       | S.A.S. Arena, Herning Toeschouwers: 10.456 Scheidsrechter: Tomasz Mikulski (POL) |
| 26 maart Vriendschappelijk № 672 «onderlinge duels» 20:15 (UTC+1) | Nicklas Bendtner 25' |       | 42' Jan Koller | S.A.S. Arena, Herning Toeschouwers: 10.456 Scheidsrechter: Tomasz Mikulski (POL) |

|                                                                 |                               |       |          |                                                                                |
| 27 mei Vriendschappelijk № 673 «onderlinge duels» 20:30 (UTC+2) | Tsjechië                      | 2 – 0 | Litouwen | Stadion Eden, Praag Toeschouwers: 14.220 Scheidsrechter: Vladimír Hriňák (SVK) |
| 27 mei Vriendschappelijk № 673 «onderlinge duels» 20:30 (UTC+2) | Jan Koller 39' Jan Koller 62' |       |          | Stadion Eden, Praag Toeschouwers: 14.220 Scheidsrechter: Vladimír Hriňák (SVK) |

|                                                                 |                                                     |       |                    |                                                                            |
| 30 mei Vriendschappelijk № 674 «onderlinge duels» 17:30 (UTC+2) | Tsjechië                                            | 3 – 1 | Schotland          | AXA Arena, Praag Toeschouwers: 11.314 Scheidsrechter: Eric Braamhaar (NED) |
| 30 mei Vriendschappelijk № 674 «onderlinge duels» 17:30 (UTC+2) | Libor Sionko 60' Michal Kadlec 84' Libor Sionko 90' |       | 85' David Clarkson | AXA Arena, Praag Toeschouwers: 11.314 Scheidsrechter: Eric Braamhaar (NED) |

| Europees kampioenschap voetbal 2008 |
| ----------------------------------- |

|                                                               |             |                    |          |                                                                                  |
| 7 juni EK 2008 Groep A № 675 «onderlinge duels» 18:00 (UTC+2) | Zwitserland | 0 – 1              | Tsjechië | St. Jakob-Park, Bazel Toeschouwers: 39.730 Scheidsrechter: Roberto Rosetti (ITA) |
| 7 juni EK 2008 Groep A № 675 «onderlinge duels» 18:00 (UTC+2) |             | 71' Václav Svěrkoš |          | St. Jakob-Park, Bazel Toeschouwers: 39.730 Scheidsrechter: Roberto Rosetti (ITA) |

|                                                                |                  |       |                                                      |                                                                                   |
| 11 juni EK 2008 Groep A № 676 «onderlinge duels» 18:00 (UTC+2) | Tsjechië         | 1 – 3 | Portugal                                             | Stade de Genève, Genève Toeschouwers: 29.016 Scheidsrechter: Kyros Vassaras (GRE) |
| 11 juni EK 2008 Groep A № 676 «onderlinge duels» 18:00 (UTC+2) | Libor Sionko 17' |       | 8' Deco 63' Cristiano Ronaldo 90+1' Ricardo Quaresma | Stade de Genève, Genève Toeschouwers: 29.016 Scheidsrechter: Kyros Vassaras (GRE) |

|                                                                |                                                    |       |                                    |                                                                                     |
| 15 juni EK 2008 Groep A № 677 «onderlinge duels» 20:45 (UTC+2) | Turkije                                            | 3 – 2 | Tsjechië                           | Stade de Genève, Genève Toeschouwers: 29.016 Scheidsrechter: Peter Fröjdfeldt (SWE) |
| 15 juni EK 2008 Groep A № 677 «onderlinge duels» 20:45 (UTC+2) | Arda Turan 75' Nihat Kahveci 87' Nihat Kahveci 89' |       | 34' Jan Koller 62' Jaroslav Plašil | Stade de Genève, Genève Toeschouwers: 29.016 Scheidsrechter: Peter Fröjdfeldt (SWE) |

|  |  |  |  |  |  |  |  |  |

|                                                                      |                            |       |                                       |                                                                                |
| 20 augustus Vriendschappelijk № 678 «onderlinge duels» 20:00 (UTC+1) | Engeland                   | 2 – 2 | Tsjechië                              | Wembley Stadium, Londen Toeschouwers: 69.738 Scheidsrechter: Terje Hauge (NOR) |
| 20 augustus Vriendschappelijk № 678 «onderlinge duels» 20:00 (UTC+1) | Wes Brown 45' Joe Cole 90' |       | 22' Milan Baroš 48' Marek Jankulovski | Wembley Stadium, Londen Toeschouwers: 69.738 Scheidsrechter: Terje Hauge (NOR) |

|                                                                          |               |       |          |                                                                             |
| 10 september WK 2010 kwalificatie № 679 «onderlinge duels» 19:45 (UTC+1) | Noord-Ierland | 0 – 0 | Tsjechië | Windsor Park, Belfast Toeschouwers: 12.882 Scheidsrechter: Ivan Bebek (CRO) |
| 10 september WK 2010 kwalificatie № 679 «onderlinge duels» 19:45 (UTC+1) |               |       |          | Windsor Park, Belfast Toeschouwers: 12.882 Scheidsrechter: Ivan Bebek (CRO) |

|                                                                        |                                           |       |                  |                                                                                  |
| 11 oktober WK 2010 kwalificatie № 680 «onderlinge duels» 20:30 (UTC+2) | Polen                                     | 2 – 1 | Tsjechië         | Śląskistadion, Chorzów Toeschouwers: 50.000 Scheidsrechter: Wolfgang Stark (GER) |
| 11 oktober WK 2010 kwalificatie № 680 «onderlinge duels» 20:30 (UTC+2) | Paweł Brożek 27' Jakub Błaszczykowski 53' |       | 87' Martin Fenin | Śląskistadion, Chorzów Toeschouwers: 50.000 Scheidsrechter: Wolfgang Stark (GER) |

|                                                                        |                  |       |          |                                                                                   |
| 15 oktober WK 2010 kwalificatie № 681 «onderlinge duels» 17:30 (UTC+2) | Tsjechië         | 1 – 0 | Slovenië | Na Stínadlech, Teplice Toeschouwers: 15.220 Scheidsrechter: Martin Atkinson (ENG) |
| 15 oktober WK 2010 kwalificatie № 681 «onderlinge duels» 17:30 (UTC+2) | Libor Sionko 62' |       |          | Na Stínadlech, Teplice Toeschouwers: 15.220 Scheidsrechter: Martin Atkinson (ENG) |

|                                                                         |            |                                                       |          |                                                                                     |
| 19 november WK 2010 kwalificatie № 682 «onderlinge duels» 20:30 (UTC+1) | San Marino | 0 – 3                                                 | Tsjechië | Stadio Olimpico, Serravalle Toeschouwers: 1.318 Scheidsrechter: Hannes Kaasik (EST) |
| 19 november WK 2010 kwalificatie № 682 «onderlinge duels» 20:30 (UTC+1) |            | 47' Radoslav Kováč 53' Zdeněk Pospěch 83' Tomáš Necid |          | Stadio Olimpico, Serravalle Toeschouwers: 1.318 Scheidsrechter: Hannes Kaasik (EST) |

### 2009
|                                                                    |         |       |          |                                                                                      |
| 11 februari Vriendschappelijk № 683 «onderlinge duels» 19:00 (UTC) | Marokko | 0 – 0 | Tsjechië | Stade Mohammed V, Casablanca Toeschouwers: 38.000 Scheidsrechter: Makram Lakam (TUN) |
| 11 februari Vriendschappelijk № 683 «onderlinge duels» 19:00 (UTC) |         |       |          | Stade Mohammed V, Casablanca Toeschouwers: 38.000 Scheidsrechter: Makram Lakam (TUN) |

|                                                                      |          |       |          |                                                                                       |
| 28 maart WK 2010 kwalificatie № 684 «onderlinge duels» 20:45 (UTC+1) | Slovenië | 0 – 0 | Tsjechië | Ljudski vrt-stadion, Maribor Toeschouwers: 12.376 Scheidsrechter: Pedro Proença (POR) |
| 28 maart WK 2010 kwalificatie № 684 «onderlinge duels» 20:45 (UTC+1) |          |       |          | Ljudski vrt-stadion, Maribor Toeschouwers: 12.376 Scheidsrechter: Pedro Proença (POR) |

|                                                                     |                          |       |                                         |                                                                             |
| 1 april WK 2010 kwalificatie № 685 «onderlinge duels» 20:30 (UTC+2) | Tsjechië                 | 1 – 2 | Slowakije                               | AXA Arena, Praag Toeschouwers: 14.956 Scheidsrechter: Alberto Undiano (ESP) |
| 1 april WK 2010 kwalificatie № 685 «onderlinge duels» 20:30 (UTC+2) | Martin Škrtel 30' (e.d.) |       | 22' Stanislav Šesták 83' Erik Jendrišek | AXA Arena, Praag Toeschouwers: 14.956 Scheidsrechter: Alberto Undiano (ESP) |

|                                                                 |                 |       |       |                                                                                |
| 5 juni Vriendschappelijk № 686 «onderlinge duels» 17:20 (UTC+2) | Tsjechië        | 1 – 0 | Malta | Chance Arena, Jablonec Toeschouwers: 6.019 Scheidsrechter: Fredy Fautrel (FRA) |
| 5 juni Vriendschappelijk № 686 «onderlinge duels» 17:20 (UTC+2) | Tomáš Necid 77' |       |       | Chance Arena, Jablonec Toeschouwers: 6.019 Scheidsrechter: Fredy Fautrel (FRA) |

|                                                                      |                                                            |       |                    |                                                                                |
| 12 augustus Vriendschappelijk № 687 «onderlinge duels» 17:20 (UTC+2) | Tsjechië                                                   | 3 – 1 | België             | Na Stínadlech, Teplice Toeschouwers: 13.890 Scheidsrechter: Peter Sippel (GER) |
| 12 augustus Vriendschappelijk № 687 «onderlinge duels» 17:20 (UTC+2) | Roman Hubník 27' Milan Baroš 42' (pen.) David Rozehnal 78' |       | 11' Jan Vertonghen | Na Stínadlech, Teplice Toeschouwers: 13.890 Scheidsrechter: Peter Sippel (GER) |

|                                                                         |                                              |       |                                  |                                                                                        |
| 5 september WK 2010 kwalificatie № 688 «onderlinge duels» 20:30 (UTC+2) | Slowakije                                    | 2 – 2 | Tsjechië                         | Tehelné pole, Bratislava Toeschouwers: 22.000 Scheidsrechter: Tom Henning Øvrebø (NOR) |
| 5 september WK 2010 kwalificatie № 688 «onderlinge duels» 20:30 (UTC+2) | Stanislav Šesták 63' Marek Hamšík 73' (pen.) |       | 68' Daniel Pudil 84' Milan Baroš | Tehelné pole, Bratislava Toeschouwers: 22.000 Scheidsrechter: Tom Henning Øvrebø (NOR) |

|                                                                         | |       |            | |
| 9 september WK 2010 kwalificatie № 689 «onderlinge duels» 17:15 (UTC+2) | Tsjechië | 7 – 0 | San Marino | Městský fotbalový stadion, Uherské Hradiště Toeschouwers: 8.121 Scheidsrechter: Arman Amirkhanyan (ARM) |
| 9 september WK 2010 kwalificatie № 689 «onderlinge duels» 17:15 (UTC+2) | Milan Baroš 28' Milan Baroš 44' Milan Baroš 45+3' Václav Svěrkoš 47' Milan Baroš 66' Tomáš Necid 86' Václav Svěrkoš 90+5' |       |            | Městský fotbalový stadion, Uherské Hradiště Toeschouwers: 8.121 Scheidsrechter: Arman Amirkhanyan (ARM) |

|                                                                        |                                     |       |       |                                                                                  |
| 10 oktober WK 2010 kwalificatie № 690 «onderlinge duels» 20:30 (UTC+2) | Tsjechië                            | 2 – 0 | Polen | Generali Arena, Praag Toeschouwers: 14.000 Scheidsrechter: Claus Bo Larsen (DEN) |
| 10 oktober WK 2010 kwalificatie № 690 «onderlinge duels» 20:30 (UTC+2) | Tomáš Necid 51' Jaroslav Plašil 72' |       |       | Generali Arena, Praag Toeschouwers: 14.000 Scheidsrechter: Claus Bo Larsen (DEN) |

|                                                                        |          |       |               |                                                                                  |
| 14 oktober WK 2010 kwalificatie № 691 «onderlinge duels» 20:30 (UTC+2) | Tsjechië | 0 – 0 | Noord-Ierland | Synot Tip Arena, Praag Toeschouwers: 8.002 Scheidsrechter: Laurent Duhamel (FRA) |
| 14 oktober WK 2010 kwalificatie № 691 «onderlinge duels» 20:30 (UTC+2) |          |       |               | Synot Tip Arena, Praag Toeschouwers: 8.002 Scheidsrechter: Laurent Duhamel (FRA) |

|                                                                      |        |       |          |                                                                                               |
| 15 november Vriendschappelijk № 692 «onderlinge duels» 19:30 (UTC+4) | V.A.E. | 0 – 0 | Tsjechië | Tahnoun bin Mohammedstadion, Al Ain Toeschouwers: 5.000 Scheidsrechter: Suleiman Dalqam (JOR) |
| 15 november Vriendschappelijk № 692 «onderlinge duels» 19:30 (UTC+4) |        |       |          | Tahnoun bin Mohammedstadion, Al Ain Toeschouwers: 5.000 Scheidsrechter: Suleiman Dalqam (JOR) |

|                                                                      |                                      |       |          |                                                                                                |
| 18 november Vriendschappelijk № 693 «onderlinge duels» 16:30 (UTC+4) | Azerbeidzjan                         | 2 – 0 | Tsjechië | Tahnoun bin Mohammedstadion, Al Ain Toeschouwers: 500 Scheidsrechter: Fareed Al Marzouqi (UAE) |
| 18 november Vriendschappelijk № 693 «onderlinge duels» 16:30 (UTC+4) | Vagif Javadov 25' Ruslan Abishov 89' |       |          | Tahnoun bin Mohammedstadion, Al Ain Toeschouwers: 500 Scheidsrechter: Fareed Al Marzouqi (UAE) |

FAČR · A-internationals · Bondscoaches · Selecties · Statistieken · Tsjechisch vrouwenelftal · Olympisch elftal · Tsjechië U21 · Tsjechië U20 · Tsjechië U19 · Tsjechië U18 · Tsjechië U17 · Tsjechië U16
EK 1996 · 
EK 2000 · 
EK 2004 · 
EK 2008 · 
EK 2012 · 
EK 2016 · 
EK 2020
WK 1998 · 
WK 2002 · 
WK 2006 · 
WK 2010 · 
WK 2014 · 
WK 2018 · 
WK 2022
OS 2000
1906 · 1907 · 1908 · 1909 – 1938 · 1939 · 1940 – 1993 · 1994 · 1995 · 1996 · 1997 · 1998 · 1999 · 2000 · 2001 · 2002 · 2003 · 2004 · 2005 · 2006 · 2007 · 2008 · 2009 · 2010 · 2011 · 2012 · 2013 · 2014 · 2015 · 2016 · 2017 · 2018 · 2019 · 2020 · 2021 · 2022 · 2023 · 2024 · 2025
Albanië ·
Andorra ·
Armenië ·
Australië ·
Azerbeidzjan ·
België ·
Bosnië en Herzegovina ·
Brazilië ·
Bulgarije ·
Canada ·
China ·
Costa Rica ·
Cyprus ·
Denemarken ·
Duitsland ·
Engeland ·
Estland ·
Faeröer ·
Finland ·
Frankrijk ·
Georgië ·
Ghana ·
Gibraltar ·
Griekenland ·
Hongarije ·
Ierland ·
IJsland ·
Israël ·
Italië ·
Japan ·
Joegoslavië ·
Kazachstan ·
Koeweit ·
Kosovo ·
Kroatië ·
Letland ·
Libanon ·
Liechtenstein ·
Litouwen ·
Luxemburg ·
Malta ·
Marokko ·
Mexico ·
Moldavië ·
Montenegro ·
Nederland ·
Nigeria ·
Noord-Ierland ·
Noord-Macedonië ·
Noorwegen ·
Oekraïne ·
Oostenrijk ·
Paraguay ·
Peru ·
Polen ·
Portugal ·
Qatar ·
Roemenië ·
Rusland ·
San Marino ·
Saoedi-Arabië ·
Schotland ·
Servië ·
Slovenië ·
Slowakije ·
Spanje ·
Trinidad en Tobago ·
Turkije ·
Uruguay ·
Verenigde Arabische Emiraten ·
Verenigde Staten ·
Wales ·
Wit-Rusland ·
Zuid-Afrika ·
Zuid-Korea ·
Zweden ·
Zwitserland
Denemarken (2021) · 
Duitsland (1996, 2) · 
Engeland (2021) · 
Ghana (2006) · 
Griekenland (2012) · 
Italië (2006) · 
Kroatië (2016) · 
Kroatië (2021) · 
Nederland (2021) · 
Polen (2012) · 
Portugal (2008) · 
Portugal (2012) · 
Rusland (2012) · 
Schotland (2021) · 
Spanje (2016) · 
Turkije (2008) · 
Verenigde Staten (2006) ·
Zwitserland (2008)
AFC-zone: Afghanistan · Australië · Bahrein · Bangladesh · Bhutan · Brunei · Cambodja · China · Filipijnen · Guam · Hongkong · India · Indonesië · Iran · Irak · Japan · Jemen · Jordanië · Koeweit · Kirgizië · Laos · Libanon · Macau · Maleisië · Maldiven · Mongolië · Myanmar · Nepal · Noord-Korea · Oezbekistan · Oman · Oost-Timor · Pakistan · Palestina · Qatar · Saoedi-Arabië · Singapore · Sri Lanka · Syrië · Tadzjikistan · Taiwan · Thailand · Turkmenistan · Verenigde Arabische Emiraten · Vietnam · Zuid-Korea

CAF-zone: Algerije · Angola · Benin · Botswana · Burkina Faso · Burundi · Centraal-Afrikaanse Republiek · Comoren · Congo-Brazzaville · Congo-Kinshasa · Djibouti · Egypte · Equatoriaal-Guinea · Eritrea · Ethiopië · Gabon · Gambia · Ghana · Guinee · Guinee-Bissau · Ivoorkust · Kaapverdië · Kameroen · Kenia · Lesotho · Liberia · Libië · Madagaskar · Malawi · Mali  ·Mauritanië · Mauritius · Marokko · Mozambique · Namibië · Niger · Nigeria · Oeganda · Rwanda · Sao Tomé en Principe · Senegal · Seychellen · Sierra Leone · Soedan · Somalië · Swaziland · Tanzania · Togo · Tsjaad · Tunesië · Zambia · Zimbabwe · Zuid-Afrika

CONCACAF-zone: Amerikaanse Maagdeneilanden · Anguilla · Antigua en Barbuda · Aruba · Bahama's · Barbados · Belize · Bermuda · Britse Maagdeneilanden · Canada · Kaaimaneilanden · Costa Rica · Cuba · Dominica · Dominicaanse Republiek · El Salvador · Frans Guyana · Grenada · Guadeloupe · Guatemala · Guyana · Haïti · Honduras · Jamaica · Martinique · Mexico · Montserrat · 
Nicaragua · Panama · Puerto Rico · Saint Kitts en Nevis · Saint Lucia · Saint Vincent en de Grenadines · Sint Maarten · Suriname · Trinidad en Tobago · Turks- en Caicoseilanden · Verenigde Staten

CONMEBOL-zone: Argentinië · Bolivia · Brazilië · Chili · Colombia · Ecuador · Paraguay · Peru · Uruguay · Venezuela

OFC-zone: Amerikaans-Samoa · Cookeilanden · Fiji · Nieuw-Caledonië · Nieuw-Zeeland · Papoea-Nieuw-Guinea · Samoa · Salomoneilanden · Tahiti · Tonga · Vanuatu

UEFA-zone: Albanië · Andorra · Armenië · Azerbeidzjan · België · Bosnië en Herzegovina · Bulgarije · Cyprus · Denemarken · Duitsland · Engeland · Estland · Faeröer · Finland · Frankrijk · Georgië · Griekenland · Hongarije · IJsland · Ierland · Israël · Italië · Kazachstan · Kroatië · Letland · Liechtenstein · Litouwen · Luxemburg · Macedonië · Malta · Moldavië · Montenegro · Nederland · Noord-Ierland · Noorwegen · Oekraïne · Oostenrijk · Polen · Portugal · Roemenië · Rusland · San Marino · Schotland · Servië · Servië en Montenegro · Slovenië · Slowakije · Spanje · Tsjechië · Turkije · Wales · Wit-Rusland · Zweden · Zwitserland